# Герб комуни Стуруман
Герб комуни Стуруман (швед. Storumans kommunvapen) — символ шведської адміністративно-територіальної одиниці місцевого самоврядування комуни Стуруман. 

## Історія
Герб комуни Стуруман був розроблений 1971 року. Офіційно зареєстрований 1985 року. 

## Опис (блазон)
Щит перетятий тричі на срібне, синє, срібне і зелене поля. Верхній перетин нерегулярно ламаний, нижній — ялинкоподібний. 

## Зміст
Верхнє ділення щита має силует гори Риф’єллет з північно-західної сторони. Нижнє ділення вказує на багаті ялинові ліси комуни.